# Nasrat Haqparast
Nasrat Mohammad Haqparast, född 22 augusti 1995, är en tysk MMA-utövare som sedan 2017 tävlar i organisationen Ultimate Fighting Championship.

## Bakgrund
Haqparasts föräldrar är flyktingar från Afghanistan, själv är han född i Hamburg i Tyskland. De skrev in honom på en kickboxningsklass när han var fjorton år för de var oroade över hans vikt. Han vägde då 90 kilo. Istället för att börja med kickboxningen valde Haqparast att gå med i en MMA-klass efter att ha sett en MMA-sparringmatch i rummet bredvid kickboxningsklassen, han är den just nu yngste europeiske MMA-utövaren som tävlar i UFC.
Hagparast har studerat till maskiningenjör vid HAW Hamburg.

## Tävlingsfacit MMA
| Resultat | Facit | Motståndare        | Metod                 | Evenemang                             | Datum             | Rond | Tid  | Plats                          | Notering           |
| -------- | ----- | ------------------ | --------------------- | ------------------------------------- | ----------------- | ---- | ---- | ------------------------------ | ------------------ |
| Förlust  | 0-1   | Adrian Ruf         | Submission (triangel) | We Love MMA 4                         | 15 december, 2012 | 1    | 3:30 | Berlin, Tyskland               |                    |
| Vinst    | 1-1   | Iles Ganijev       | TKO (slag)            | Superior FC 13                        | 1 juni 2013       | 1    | n/a  | Hamburg, Tyskland              |                    |
| Vinst    | 2-1   | Jiri Flajsar       | TKO (slag)            | Anatolia Fighting Championship        | 23 februari 2014  | 1    | 0:38 | Hamburg, Tyskland              |                    |
| Vinst    | 3-1   | Tolga Ozgun        | TKO (slag)            | We Love MMA 9                         | 27 september 2014 | 1    | 2:20 | Hamburg, Tyskland              |                    |
| Vinst    | 4-1   | Patrick Schwellnus | TKO (slag)            | We Love MMA 13                        | 14 mars 2015      | 1    | 2:57 | Hannover, Tyskland             |                    |
| Vinst    | 5-1   | Fabrice Kindombe   | KO (slag)             | We Love MMA 16                        | 10 oktober 2015   | 1    | 0:53 | Hamburg, Tyskland              |                    |
| Vinst    | 6-1   | Lampros Pistikos   | KO (slag)             | Ravage Series 2                       | 20 februari 2016  | 1    | 3:36 | Hamburg, Tyskland              |                    |
| Vinst    | 7-1   | Patrik Berisha     | TKO (slag)            | We Love MMA 24                        | 15 oktober 2016   | 2    | 0:18 | Hamburg, Tyskland              |                    |
| Vinst    | 8-1   | Ruslan Kalyniuk    | TKO (slag)            | Superior FC 17                        | 20 maj 2017       | 3    | 1:44 | Düren, Tyskland                |                    |
| Förlust  | 8-2   | Marcin Held        | Domslut (enhälligt)   | UFC Fight Night: Cerrone vs. Till     | 21 oktober 2017   | 3    | 5:00 | Gdansk, Polen                  |                    |
| Vinst    | 9-2   | Marc Diakiese      | Domslut (enhälligt)   | UFC Fight Night: Shogun vs. Smith     | 22 juli 2018      | 3    | 5:00 | Hamburg, Tyskland              |                    |
| Vinst    | 10-2  | Thibault Gouti     | Domslut (enhälligt)   | UFC Fight Night: Volkan vs. Smith     | 27 oktober 2018   | 3    | 5:00 | Moncton, New Brunswick, Kanada | Fight of the Night |
| Vinst    | 11-2  | Joaquim Silva      | KO (slag)             | UFC on ESPN: Covington vs. Lawler     | 3 augusti 2019    | 2    | 0:36 | Newark, NJ, USA                |                    |
| Förlust  | 11-3  | Drew Dober         | TKO (slag)            | UFC 246                               | 18 januari 2020   | 1    | 1:10 | Las Vegas, NV, USA             |                    |
| Vinst    | 12-3  | Alexander Muñoz    | Domslut (enhälligt)   | UFC Fight Night: Lewis vs. Oleinik    | 8 augusti 2020    | 3    | 5:00 | Las Vegas, NV, USA             |                    |
| Vinst    | 13-3  | Rafa García        | Domslut (enhälligt)   | UFC Fight Night: Edwards vs. Muhammad | 13 mars 2021      | 3    | 5:00 | Las Vegas, NV, USA             |                    |